# Estación Central de Zagreb
La Estación Central de Zagreb (en croata: Zagreb Glavni kolodvor) es la principal estación de tren de Zagreb, Croacia. Situada a un kilómetro al sur de la plaza de la ciudad, es la estación más grande del país y sede de la compañía Ferrocarriles Croatas.

## Historia
Un acta de 1890 del Gobierno del Reino de Hungría autorizó la construcción del edificio principal de la estación y una tienda de mantenimiento en Zagreb. La construcción del edificio de la estación de estilo neoclásico y 186,5 metros de largo fue supervisada por el arquitecto húngaro Ferenc Pfaff. Las obras escultóricas fueron realizadas por el escultor húngaro Vilim Marschenko. La estación se inauguró el 1 de julio de 1892.
El 30 de agosto de 1974 se produjo el desastre ferroviario de Zagreb, cuando un tren expreso (número 10410) que viajaba desde Belgrado a Dortmund descarriló antes de entrar en la estación principal de Zagreb (entonces en la República Federal Socialista de Yugoslavia), matando a 153 personas. Fue el peor accidente ferroviario en la historia del país a esa fecha y sigue siendo uno de los peores en la historia de Europa.
Se llevaron a cabo obras de reconstrucción en la estación entre 1986 y 1987, justo antes de la Universiada de Verano 1987, y de nuevo en 2006.

## Imágenes

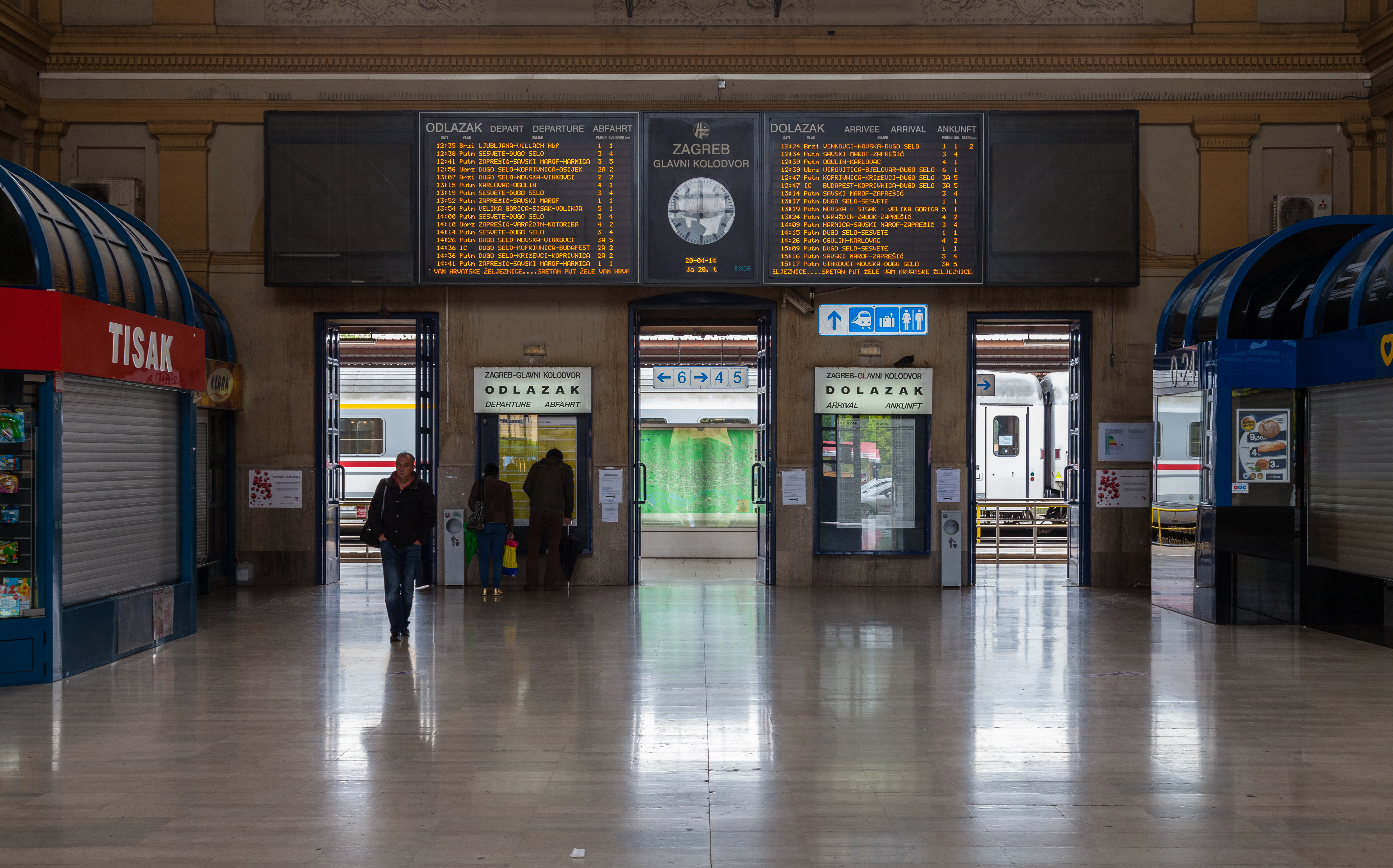
Interior.
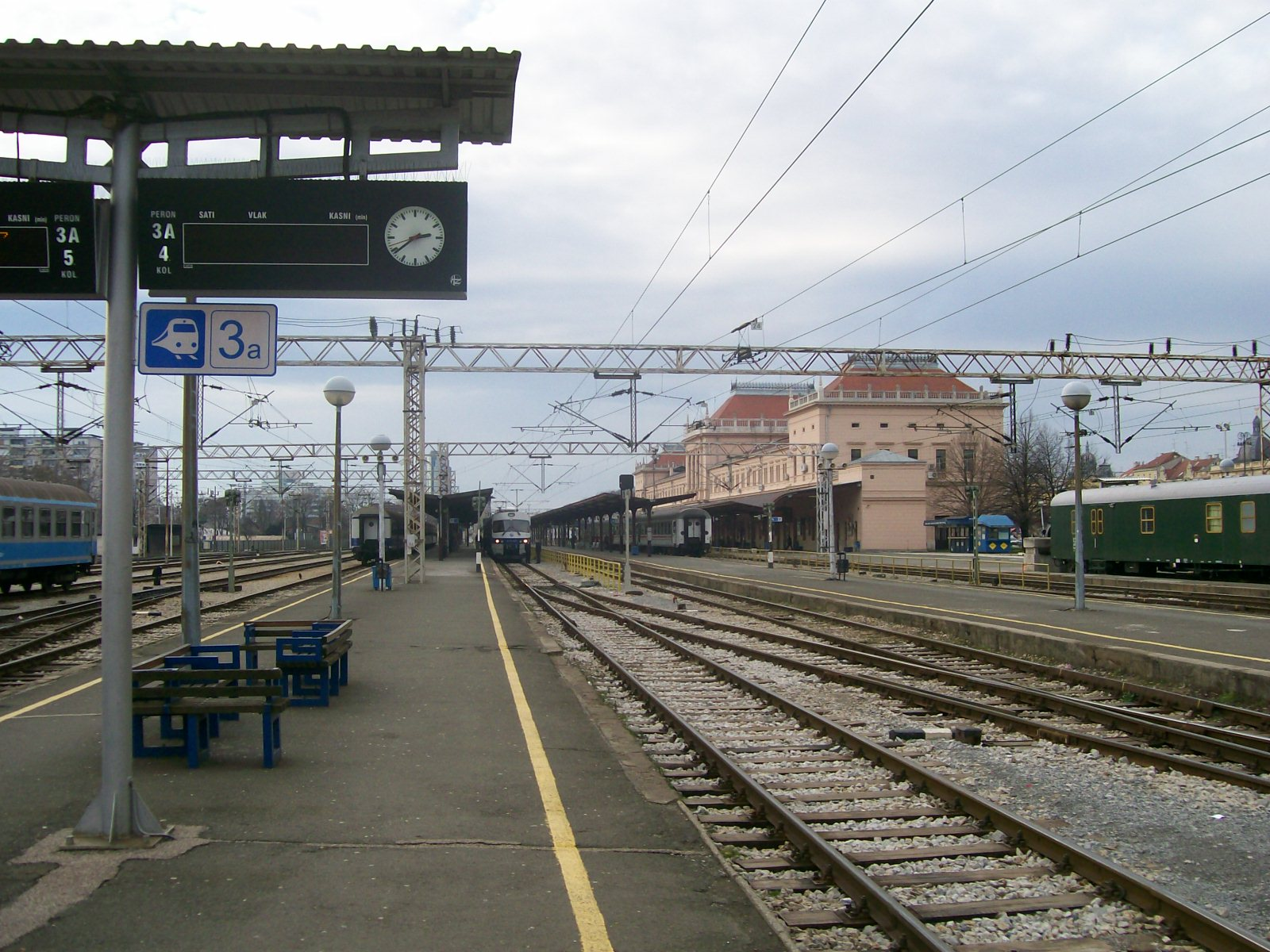
Una de las plataformas orientales.
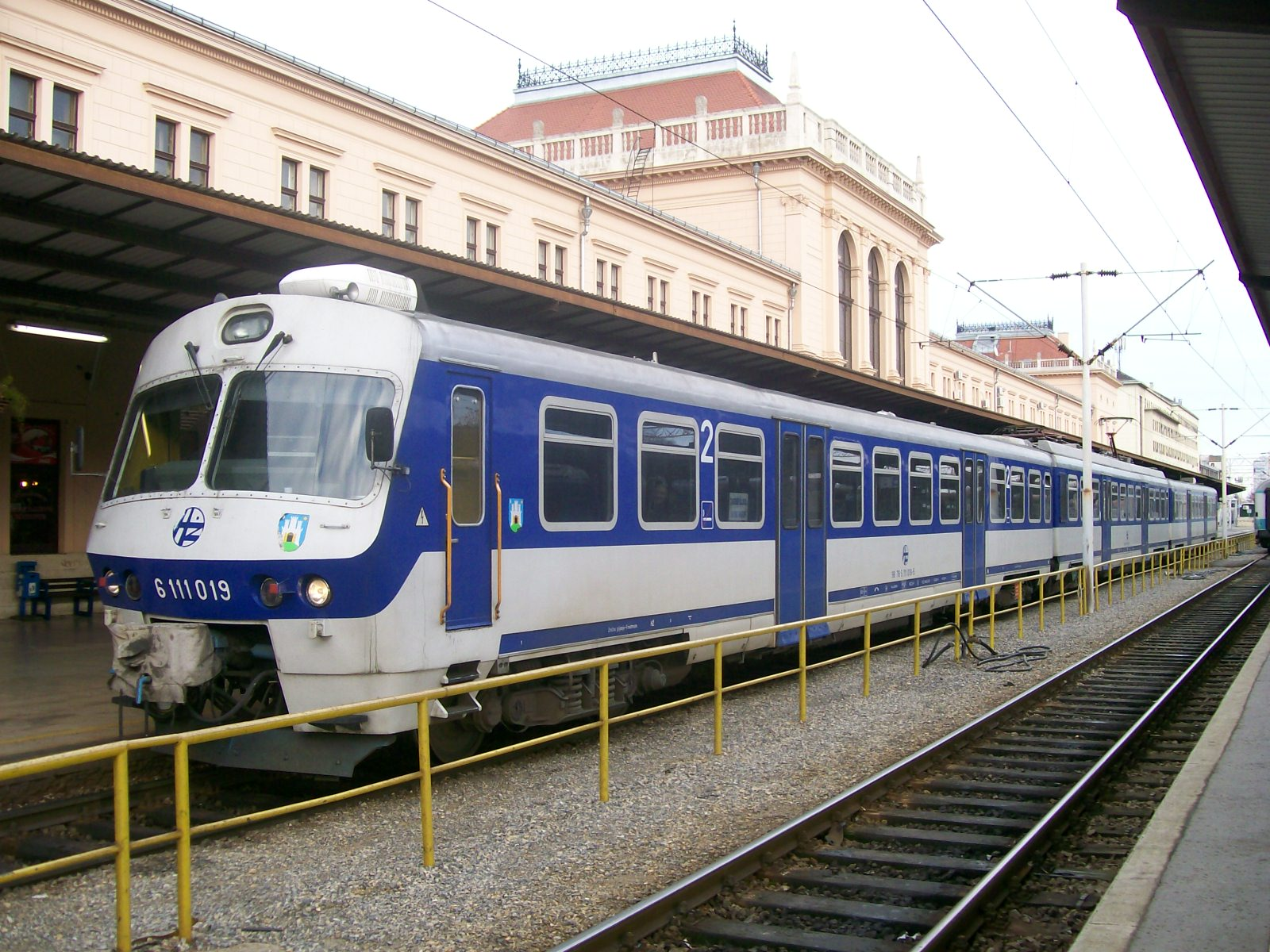
Tren interurbano 6111 de HŽ.
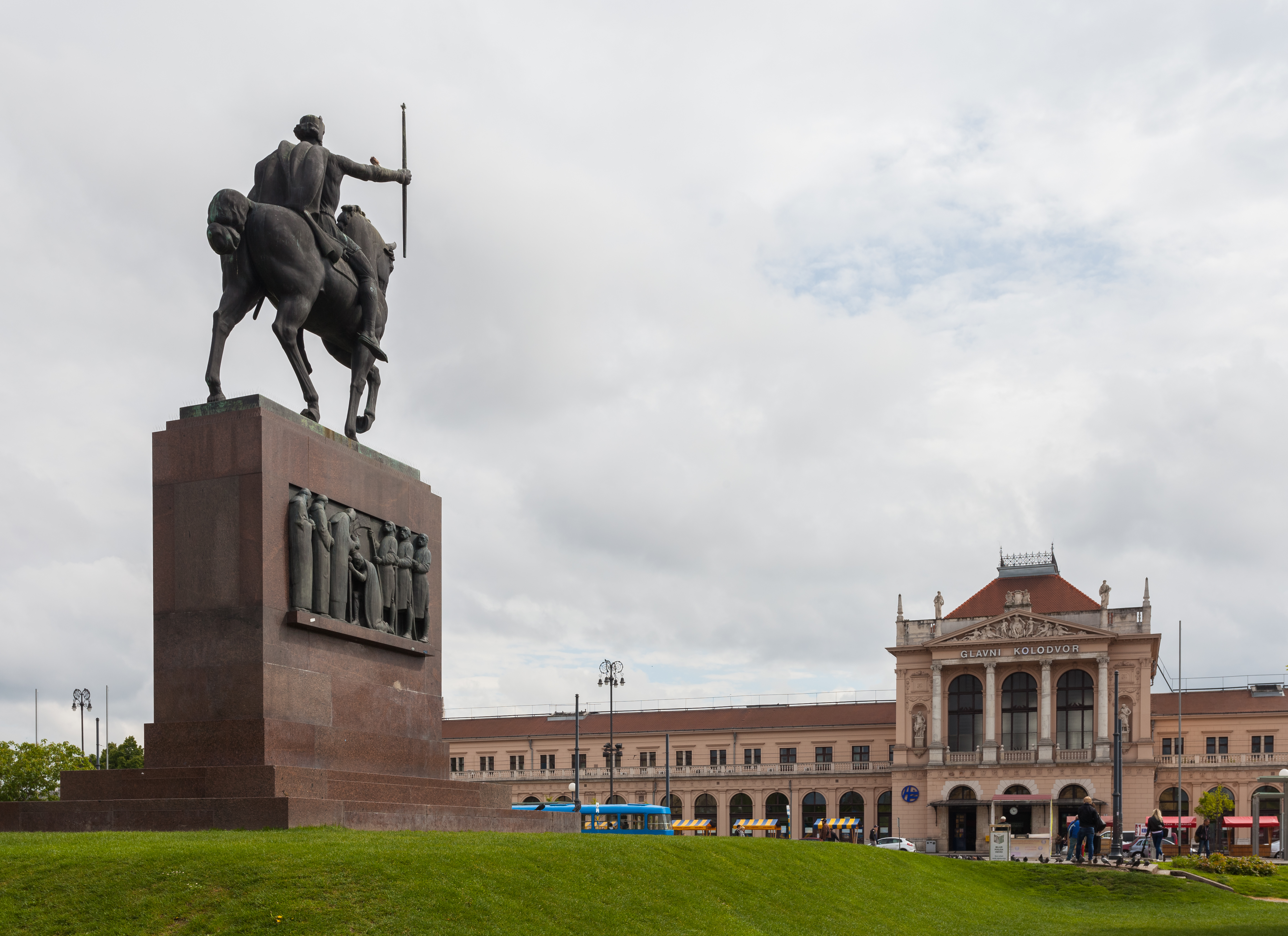
Estatua del Rey Tomislav frente a la estación.
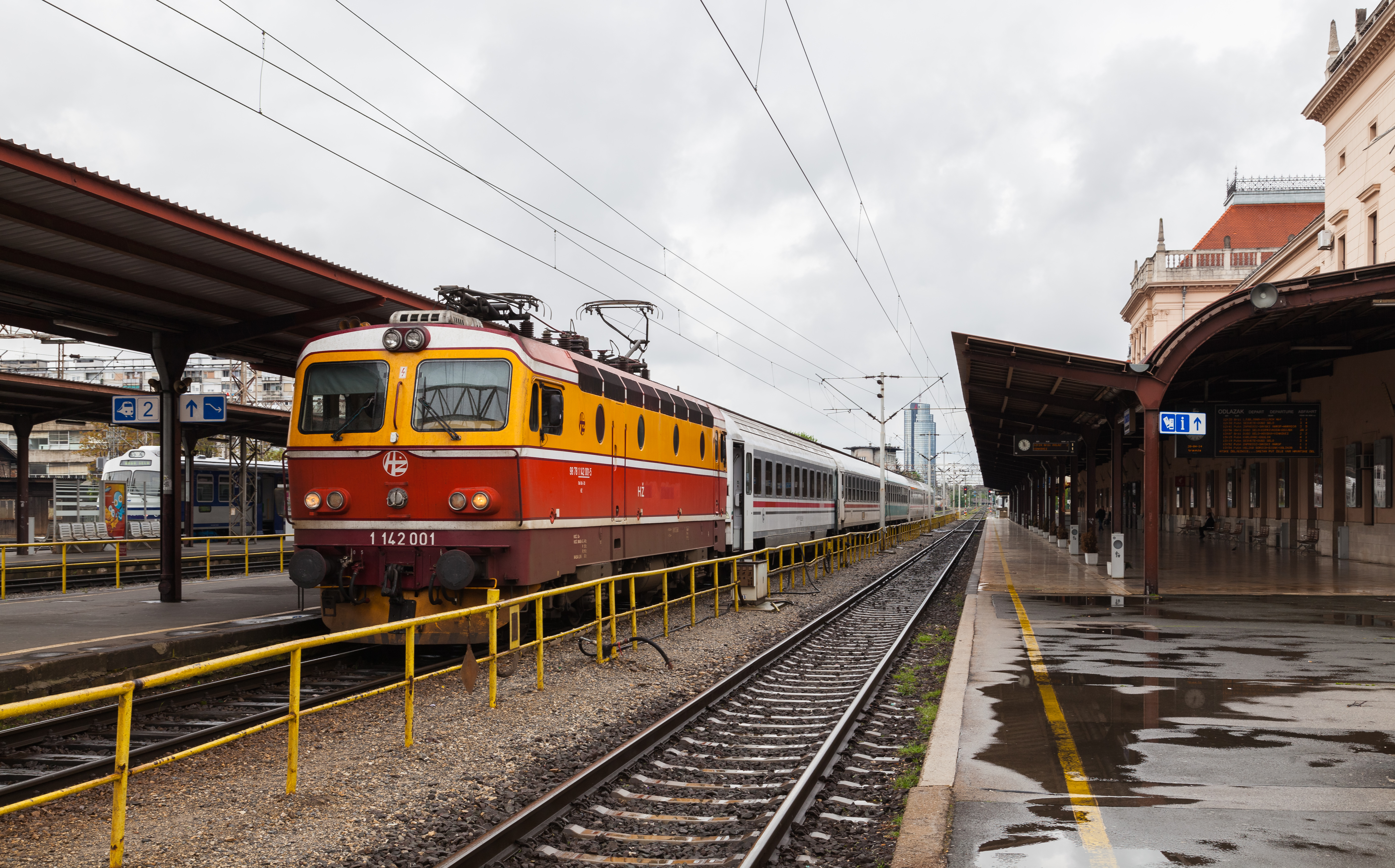
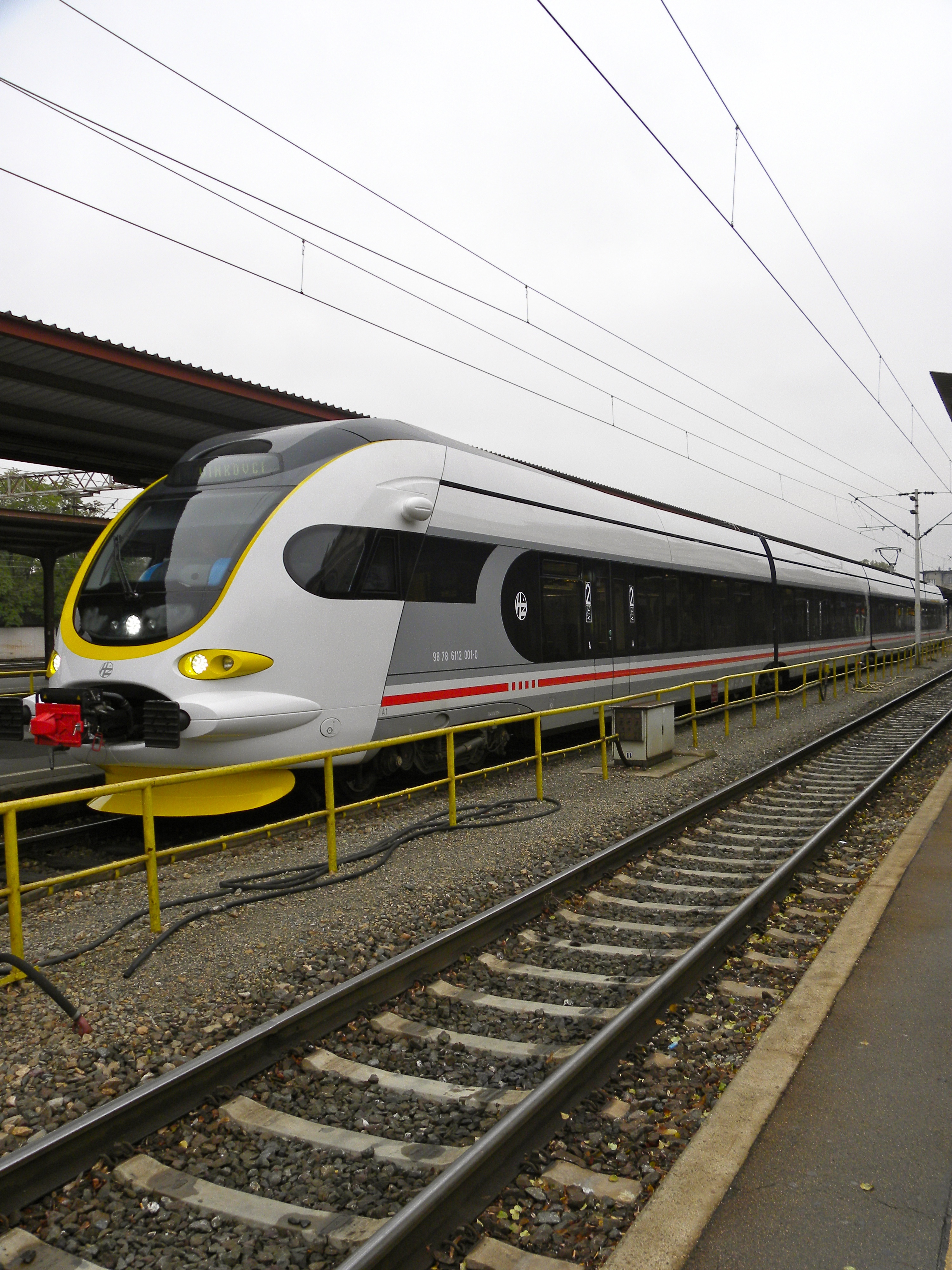
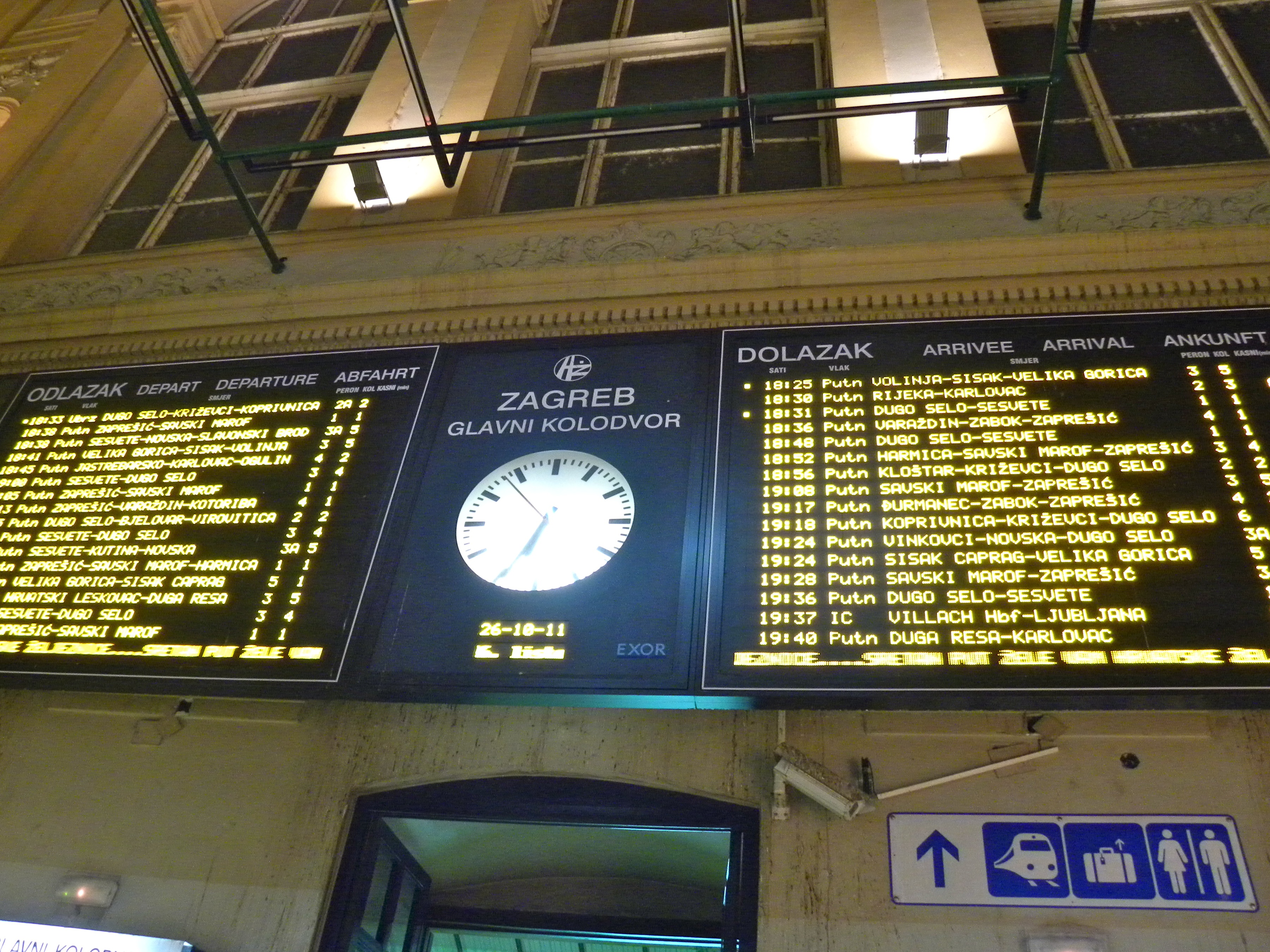